# Niebylec (gemeente)
De gemeente Niebylec is een landgemeente in het Poolse woiwodschap Subkarpaten, in powiat Strzyżowski.
De zetel van de gemeente is in Niebylec. Overige plaatsen gminy to: Baryczka, Blizianka, Gwoździanka, Gwoźnica Dolna, Gwoźnica Górna, Jawornik Niebylecki, Konieczkowa, Lutcza, Małówka en Połomia.
Op 30 juni 2004 telde de gemeente 10 624 inwoners.

## Oppervlakte gegevens
In 2002 bedroeg de totale oppervlakte van gemeente Niebylec 104,37 km², waarvan:
- agrarisch gebied: 72%
- bossen: 22%

De gemeente beslaat 20,73% van de totale oppervlakte van de powiat.

## Demografie
Stand op 30 juni 2004:
| Omschrijving                   | Totaal | Totaal | Vrouwen | Vrouwen | Mannen | Mannen |
| ------------------------------ | ------ | ------ | ------- | ------- | ------ | ------ |
| eenheid                        | aantal | %      | aantal  | %       | aantal | %      |
| inwoners                       | 10 624 | 100    | 5432    | 51,1    | 5192   | 48,9   |
| bevolkingsdichtheid (inw./km²) | 101,8  | 101,8  | 52      | 52      | 49,7   | 49,7   |

In 2002 bedroeg het gemiddelde inkomen per inwoner 1239,82 zł.

## Aangrenzende gemeenten
Błażowa, Czudec, Domaradz, Korczyna, Lubenia, Strzyżów